# Helle Petersen
Helle Petersen, född 10 februari 1963 i Gentofte, Danmark, var spelare för Danmarks damlandslag i handboll 1982 -1991.

## Karriär
Började spela i Rödovre HK och spelade för klubben till 1983/84. Debuterade i landslaget den 17 augusti 1982 mot USA. Spelade sedan under en tioårsperiod 148 landskamper och gjorde 310 mål för Danmark. Sista landskampen den 14 februari 1991 mot Sverige slutade med dansk förlust 18-31. Rödovre tillhörde då danska eliten (vann danska mästerskapet 1987) och likaså gjorde Helsingør IF med DM-titlar 1963, 1983 och 1984. Det var alltså till färska mästarklubben som Helle Petersen gick 1983 eller 1984. Helle Petersen spelade sedan för Helsingör hela tiden hon var landslagsspelare alltså till 1991. 1990 fick hon spela sitt första  och enda mästerskap VM i Sydkorea. Danmark kom tia i mästerskapet. Helle Pedersens tid i landslaget tog slut när de stora framgångarna för Danmark tog sin början med UVM-brons 1991.

## Klubbar
- Rödovre HK ( - 1983/84)
- Helsingör IF (1983/84 - 1991?)